# SNARf

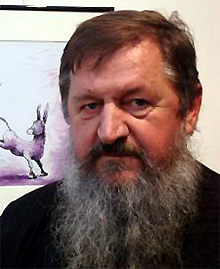
Frans Van Rompaey (sNARf).

Frans Van Rompaey (Schriek, 12 mei 1947 - Sint-Truiden, 17 januari 2019 ) was een Belgische cartoonist en illustrator die werkte onder het pseudoniem sNARf. Hij fungeerde als huiscartoonist voor Sportmagazine en voor Het Belang van Limburg. Frans Van Rompaey was ook actief als kunstschilder. Sinds 1969 woonde hij in Sint-Truiden.
Van Rompaey was van opleiding regent Plastische opvoeding (1967, Sint-Thomas Brussel) en werkte als tekenleraar in Tienen, Meldert, Herk-de-Stad en Sint-Truiden. Zijn cartoons verschenen onder andere in Het Nieuwsblad, Het Belang van Limburg, Knack, Le Vif, Brandpunt, Koerier, ’t Pallieterke en Sportmagazine. Lokaal (regio Sint-Truiden) verschenen cartoons in het Plusblad, de Stadsgazet, het clubblad Geel-Blauw STVV, ’t Bukske en op tientallen tentoonstellingen.